# Per Enoksson (konstnär)
Per Enoksson född 1965 i Tärnaby, Södra Lappland är en svensk konstnär, designer och produktutvecklare som bor och verkar i Umeå. 
Enoksson utbildade sig åren 1989–1993 på Statens Kunstakademi i Oslo. 1993 läste han även på Kungliga Konsthögskolan i Stockholm, och åren 1993–1994 på Konsthögskolan vid Umeå universitet. Sedan 2008 har Enoksson innehaft ett femårigt stipendium från Konstnärsnämnden, som förnyades 2013.
Fredrik Redelius dokumentärfilm om hans konstnärskap, Per Enoksson – Tärnaby – New York t/r  sändes våren 2008 på i K special på SVT2.

## Utställningar (i urval)
- 2003 – Dunkers kulturhus, Helsingborg[3]
- 2003 – Galleri Stefan Andersson, Umeå
- 2004 – Trondheims Kunstmuseum
- 2006 – Moderna Museet, Stockholm
- 2009 – Derek Ellery Gallery, New York (16/1–22/2)[4]
- 2009 – GAD, Oslo
- 2010 – Vetlanda konstmuseum
- 2012 – Eskilstuna konstmuseum: Paintings and drawings 2000–2012 [5]
- 2014 – Bildmuseet i Umeå (30/3–15/6): Skogen i mig [6]

## Utmärkelser (i urval)
- 2014 – Årets formbärare i Västerbotten (Svensk Form)[7]